# An Anthology
An Anthology è un album raccolta degli Angel, pubblicato nel 1992 per l'etichetta discografica Polygram Records.
Il disco contiene alcuni brani inediti, tra cui "The Christmas Song", in realtà una versione alternativa di "The Winter Song" (questa contenuta in White Hot) con i testi riarrangiati a tema natalizio, che venne diffusa nelle radio nel periodo di Natale del 1977. Altra traccia inedita è la cover dei The Left Banke "Walk Away Renee", registrata nel 1978.

## Tracce
1. Angel (Theme) (Brandt, Giuffria) 1:34
2. Tower (Dimino, Giuffria, Meadows) 6:56
3. On and On (Dimino, Giuffria, Jones, Meadows) 4:19
4. Rock & Rollers (Dimino, Giuffria, Meadows)	3:59
5. Feelin' Right (Dimino, Giuffria, Meadows) 4:42
6. Any Way You Want It (Dimino, Meadows) 2:31
7. Can You Feel It (DiMino, Giuffria, Meadows) 4:42
8. White Lightning (Meadows, Norman) 4:39 (Bux Cover)
9. Don't Leave Me Lonely (Brandt, Dimino) 4:00
10. Ain't Gonna Eat Out My Heart Anymore (Burton, Sawyer) 2:51 (The Rascals Cover)
11. Got Love If You Want It (Dimino, Giuffria, Meadows) 4:28
12. Flying With Broken Wings (Without You) (DiMino, Giuffria, Meadows)	3:32
13. The Winter Song (Dimino, Giuffria, Meadows) 3:49
14. Don't Take Your Love (Dimino, Gruffria) 3:31
15. Bad Time (DiMino, Giuffria) 3:41
16. Walk Away from Renee (Brown, Sansone) 2:55 (The Left Banke Cover)
17. I'll Never Fall in Love Again (Giuffria) 3:33
18. Wild and Hot (Meadows) 3:00
19. Twentieth Century Foxes (Dimino, Giuffria) 3:48
20. The Christmas Song (DiMino, Giuffria, Meadows) 4:02

## Formazione
- Frank Dimino - voce
- Punky Meadows - chitarra
- Gregg Giuffria - tastiere
- Mickie Jones - basso
- Felix Robinson - basso
- Barry Brandt - batteria